# Christopher Seton
 Chritopher Seton (né vers 1278 exécuté à Dumfries en 1306) est un aristocrate scoto-normand, beau-frère et partisan de Robert Bruce qui fut exécuté lors de la guerre d'indépendance écossaise.

## Biographie
Christopher Seton est un propriétaire terrien dont la famille semble être originaire de Seton en Cleveland, sur la côte nord est du Yorkshire, qui a servi la branche ainé de la maison Bruce jusqu'à son extinction en 1272 mais qui n'est pas apparentée aux Seton du Lothian. Son père, Sir John de Seton, meurt avant le 7 juillet 1299, à l'époque Christopher, réputé être âgé de 21 ans  hérite les domaines du  Yorkshire et des propriétés du Cumberland obtenus par son père comme cohéritier de Richard Levington. 
Robert (V) de Bruce le Compétiteur acquiert lui aussi des intérêts dans le Cumberland par son second mariage entre 1270 et 1275 avec  Christina de Ireby et Sir John, devient un chevalier de Bruce en 1285, lorsqu'il abandonne des domaines à Robert et Christina qui sont rétrocédés à Christopher lors du décès de Christina en 1305. Sir John entre avec Robert (VI) de Bruce au service du roi en Galloway en juillet 1296. Ainsi les  Seton servent la maison Bruce bien avant le mariage de Christopher avec Christina Bruce fille de Robert (VI) de Bruce et sœur du futur roi Robert Bruce une union qui doit intervenir vers 1305.
Une explication simple  de ce mariage peut être trouvée dans le service qu'effectue Christopher Seton sous le commandement de John de Botetourt dans la garnison de Lochmaben au moins d' avril 1303 à mars 1304 époque où il aurait pu y rencontrer la jeune veuve du comte Garnaidh de Mar.  En février 1306 Christopher Seton doit faire face à un à un dilemme avec ses jeunes frères; Sir John Seton, qui sert  Édouard Ier d'Angleterre en Écosse depuis 1301, et Humphrey; ils sont présents le 10 février 1306  à Dumfries, lors du meurtre de John III Comyn qui est achevé après avoir été blessé par Robert Bruce lors d'une altercation. Christopher Seton aurait de plus porté le coup d'épée fatal à Robert Comyn l'oncle de John. L'ensemble de la famille se trouve donc compromis et contraint de se ranger dans le parti de Robert Bruce qui est bientôt couronné roi à Scone le 25 mars suivant.
Christopher demeure chargé du château des Bruce à Loch Doon, un modeste donjon octogonale de pierres sur  
une île du loch en Ayrshire, pendant que John reçoit le commandement du château de  Richard Siward à Tibbers, en Nithsdale dont Bruce s'est emparé. Christina se trouve avec son frère et elle est faite prisonnière à Tain dans le Ross-shire, en 1306 avec les autres femmes de sa famille et livrée aux Anglais. Loch Doon et Tibbers résistent même après ce désastre le premier château  est assiégé début d'août et capitule le 16 août, Tibbers sans doute un peu avant. Christopher Seton est immédiatement exécuté sur ordre d'Édouard Ier à Dumfries. Le roi Robert Ier et Christina feront  ériger une chapelle à Dumfries pour l'âme de Christopher qui y a été sans doute inhumé. Il ne laisse aucun enfant de son bref mariage. Sa veuve se remarie en 1326 avec Andrew Murray de Bothwell.

## Sources
- (en) Archie Duncan  « Seton, Sir Christopher (c.1278–1306),  », Oxford Dictionary of National Biography, Oxford University Press, 2004.
- (en) G.W.S. Barrow Robert Bruce and the Community of the Realm of Scotland E.U.P 4e édition (Edinburgh 2005)  (ISBN 0-7486-2022-2)